# The Bodyguard: Original Soundtrack Album
The Bodyguard: Original Soundtrack Album ist das Soundtrack-Album von Whitney Houston und verschiedenen Interpreten zum Film Bodyguard, das im November 1992 veröffentlicht wurde. Der Soundtrack avancierte zum weltweiten Nummer-eins-Album und zählt mit über 45 Millionen verkauften Einheiten zu den weltweit meistverkauften Musikalben.

## Hintergrund
Die wichtigsten ausführende Produzenten bei diesem Album waren Whitney Houston und Clive Davis, wobei Houston die Titelauswahl maßgeblich bestimmte. Ursprünglich sollte What Becomes of the Broken Hearted als Erkennungsmelodie des Films fungieren, aber das Stück wurde bereits von einem anderen Film verwendet. Kevin Costners Idee war es, eine Version von Dolly Partons I Will Always Love You aufzunehmen.

## Titelliste
1. I Will Always Love You – Whitney Houston (Parton)
2. I Have Nothing – Whitney Houston (Foster/Linda Thompson-Jenner)
3. I’m Every Woman – Whitney Houston (Nickolas Ashford/Valerie Simpson)
4. Run to You – Whitney Houston (Jud J. Friedman/Allan Rich)
5. Queen of the Night – Whitney Houston (Babyface/Houston/L.A. Reid/Daryl Simmons)
6. Jesus Loves Me – Whitney Houston (Cedric Caldwell/BeBe Winans)
7. Even If My Heart Would Break – Kenny G featuring Aaron Neville (Franne Golde|/Adrian Gurvitz)
8. Someday (I’m Coming Back) – Lisa Stansfield (Ian Devaney/Andy Morris/ Stansfield)
9. It’s Gonna Be A Lovely Day – The S.O.U.L. S.Y.S.T.E.M. (Robert Clivillés/David Cole|Cole/Tommy Never/Skip Scarborough/Michelle Visage/Bill Withers)
10. (What’s So Funny 'Bout) Peace, Love, and Understanding – Curtis Stigers (Nick Lowe)
11. Theme from The Bodyguard – Alan Silvestri
12. Trust in Me – Joe Cocker featuring Sass Jordan (Francesca Beghe/Charlie Midnight/Marc Swersky)

## Singleauskopplungen
| Jahr | Titel                  | Höchstplatzierung, Gesamtwochen, AuszeichnungChartplatzierungen (Jahr, Titel, , Platzierungen, Wochen, Auszeichnungen, Anmerkungen) | Höchstplatzierung, Gesamtwochen, AuszeichnungChartplatzierungen (Jahr, Titel, , Platzierungen, Wochen, Auszeichnungen, Anmerkungen) | Höchstplatzierung, Gesamtwochen, AuszeichnungChartplatzierungen (Jahr, Titel, , Platzierungen, Wochen, Auszeichnungen, Anmerkungen) | Höchstplatzierung, Gesamtwochen, AuszeichnungChartplatzierungen (Jahr, Titel, , Platzierungen, Wochen, Auszeichnungen, Anmerkungen) | Höchstplatzierung, Gesamtwochen, AuszeichnungChartplatzierungen (Jahr, Titel, , Platzierungen, Wochen, Auszeichnungen, Anmerkungen) | Anmerkungen                                                   |
| Jahr | Titel                  | DE | AT | CH | UK | US | Anmerkungen                                                   |
| ---- | ---------------------- | --- | --- | --- | --- | --- | ------------------------------------------------------------- |
| 1992 | I Will Always Love You | DE1 Platin · (31 Wo.)DE | AT1 Gold · (19 Wo.)AT | CH1 (34 Wo.)CH | UK1 ×2Doppelplatin · (32 Wo.)UK | US1 Diamant · (29 Wo.)US | Erstveröffentlichung: 3. November 1992 Verkäufe: + 13.850.000 |
| 1993 | I’m Every Woman        | DE13 (16 Wo.)DE | AT19 (11 Wo.)AT | CH18 (11 Wo.)CH | UK4 Silber · (11 Wo.)UK | US4 Platin · (23 Wo.)US | Erstveröffentlichung: 2. Januar 1993 Verkäufe: + 1.235.000    |
| 1993 | I Have Nothing         | DE39 (10 Wo.)DE | — | CH39 (3 Wo.)CH | UK3 Platin · (12 Wo.)UK | US4 ×2Doppelplatin · (23 Wo.)US | Erstveröffentlichung: 20. Februar 1993 Verkäufe: + 2.725.000  |
| 1993 | Run to You             | DE58 (8 Wo.)DE | — | — | UK15 Silber · (7 Wo.)UK | US31 Gold · (20 Wo.)US | Erstveröffentlichung: 21. Juni 1993 Verkäufe: + 700.000       |
| 1993 | Queen of the Night     | DE64 (9 Wo.)DE | — | CH36 (5 Wo.)CH | UK14 (5 Wo.)UK | — | Erstveröffentlichung: 13. Oktober 1993                        |

## Rezeption

### Preise
Das Album erhielt einen Grammy Award für das Album des Jahres.

### Kritiken
Stephen Thomas Erlewine von Allmusic schrieb, das Album enthalte viele erstklassige Popsongs, die zum Besten von Houstons Schaffen zählten. Er vergab drei von fünf Sternen.

## Kommerzieller Erfolg

### Chartplatzierungen
The Bodyguard: Original Soundtrack Album erreichte in 17 Ländern die Chartspitze, darunter Deutschland, Österreich, die Schweiz oder auch die Vereinigten Staaten (20 Wochen).
| ChartsChartplatzierungen       | Höchstplatzierung | Wochen |
| ------------------------------ | ----------------- | ------ |
| Deutschland (GfK)              | 1 (60 Wo.)        | 60     |
| Österreich (Ö3)                | 1 (35 Wo.)        | 35     |
| Schweiz (IFPI)                 | 1 (32 Wo.)        | 32     |
| Vereinigte Staaten (Billboard) | 1 (155 Wo.)       | 155    |

| ChartsJahrescharts (1993)      | Platzierung |
| ------------------------------ | ----------- |
| Deutschland (GfK)              | 1           |
| Österreich (Ö3)                | 1           |
| Schweiz (IFPI)                 | 4           |
| Vereinigte Staaten (Billboard) | 1           |

| ChartsJahrescharts (1994)      | Platzierung |
| ------------------------------ | ----------- |
| Vereinigte Staaten (Billboard) | 27          |

| ChartsJahrescharts (1995)      | Platzierung |
| ------------------------------ | ----------- |
| Vereinigte Staaten (Billboard) | 159         |

| ChartsJahrescharts (2012)      | Platzierung |
| ------------------------------ | ----------- |
| Vereinigte Staaten (Billboard) | 147         |

### Auszeichnungen für Musikverkäufe
Das Album erhielt weltweit zwei Goldene, 66 Platin und 5 Diamantene Schallplatten und verkaufte sich laut Schallplattenauszeichnungen über 32,3 Millionen Mal. Quellen zufolge soll es sich über 45 Millionen Mal verkauft haben, womit es eines der meistverkauften Musikalben des Geschichte ist.
In Deutschland verkaufte sich der Soundtrack über 1,7 Millionen Mal und zählt zu den meistverkauften Alben des Landes. In den Vereinigten Staaten verkaufte es sich über 18 Millionen Mal, womit es ebenfalls zu den meistverkauften Alben des Landes zählt.
| Land/Region                  | Auszeichnungen für Musikverkäufe (Land/Region, Auszeichnung, Verkäufe) | Verkäufe    |
| ---------------------------- | ---------------------------------------------------------------------- | ----------- |
| Australien (ARIA)            | 5× Platin                                                              | 350.000     |
| Belgien (BRMA)               | 4× Platin                                                              | 200.000     |
| Brasilien (PMB)              | 3× Platin                                                              | 750.000     |
| Dänemark (IFPI)              | 2× Platin                                                              | 160.000     |
| Deutschland (BVMI)           | 3× Platin                                                              | 1.700.000   |
| Europa (IFPI)                | 7× Platin                                                              | (7.000.000) |
| Finnland (IFPI)              | Platin                                                                 | 56.648      |
| Frankreich (SNEP)            | Diamant                                                                | 1.000.000   |
| Indonesien (ASIRI)           | —                                                                      | 320.000     |
| Italien (FIMI)               | Gold                                                                   | 835.000     |
| Japan (RIAJ)                 | 2× Diamant                                                             | 2.000.000   |
| Kanada (MC)                  | Diamant                                                                | 1.000.000   |
| Mexiko (AMPROFON)            | —                                                                      | 445.000     |
| Neuseeland (RMNZ)            | 5× Platin                                                              | 75.000      |
| Niederlande (NVPI)           | Platin                                                                 | 402.000     |
| Norwegen (IFPI)              | 4× Platin                                                              | 200.000     |
| Österreich (IFPI)            | 4× Platin                                                              | 200.000     |
| Polen (ZPAV)                 | Gold                                                                   | 50.000      |
| Schweden (IFPI)              | Platin                                                                 | 343.000     |
| Schweiz (IFPI)               | 5× Platin                                                              | 250.000     |
| Spanien (Promusicae)         | 6× Platin                                                              | 600.000     |
| Südkorea (KMCA)              | —                                                                      | 1.000.000   |
| Taiwan (RIT)                 | —                                                                      | 305.000     |
| Vereinigte Staaten (RIAA)    | 19× Platin                                                             | 19.000.000  |
| Vereinigtes Königreich (BPI) | 7× Platin                                                              | 2.100.000   |
| Insgesamt                    | 2× Gold · 67× Platin · 5× Diamant ·                                    | 33.341.648  |

Hauptartikel: Whitney Houston/Auszeichnungen für Musikverkäufe